# Яндекс Пэй
Яндекс Пэй (ранее Yandex Pay) — платёжный сервис компании «Яндекс», запущенный весной 2021 года. В сентябре 2023 года запущен обновлённый сервис под названием «Яндекс Пэй».

## История
О планах создания собственного платёжного сервиса стало известно в феврале 2021 года из документов «Яндекса». Предположительно, сервис намечался в маркетинговых целях (увеличивать лояльность клиентов и узнаваемость брендов) и для сбора данных о платежах, их дальнейшего анализа и использования. Однако издание CNews в тот момент сочло конкурентами сервиса Apple Pay, Google Pay, Samsung Pay и Mir Pay.
10 марта 2021 года состоялся запуска сервиса под названием Yandex Pay, который и позволял оплачивать покупки банковской картой без ввода данных. При этом пользователям необходимо было привязать карты к аккаунту на «Яндексе». Изначально, согласно докладу Центрального банка 2021 года, Yandex Pay использовал закрытую модель (только в рамках сервисов Яндекса и с организациями-партнёрами).
В начале 2022 года Яндекс и НСПК (оператор национальной платёжной системы «Мир») присоединились к Samsung в патентном споре против швейцарской компании Sqwin SA. Они добивались в Роспатенте аннулирования спорного патента на платёжную систему. Как предполагали опрошенные Коммерсантъ эксперты, компании действовали на опережение, так как «Sqwin SA» в будущем могла предъявить претензии не только к Samsung Pay, но и к схожим технологиям: Yandex Pay и Mir Pay. При этом сам Яндекс ссылался на негативное влияние «не только на развитие рынка платежных решений, но и на доступность мобильных устройств российским пользователям».
Осенью 2022 года Yandex Pay был подключен к экосистеме Тинькофф и стал работать на сайтах, использующих «Тинькофф кассу».
В сентябре 2023 выпущен обновлённый сервис «Яндекс Пэй» с возможностью оплаты при помощи модуля NFC (только на Android) или сканирования QR-кода.
В июле 2024 года «Яндекс Пэй» подключился к платформе Сбера «Плати QR» для оплаты покупок в офлайн-магазинах по QR-коду.

## Санкции
20 июля 2023 года, на фоне вторжения России на Украину, Yandex Pay попал в санкционный список Канады «организаций связанных с российским военно-промышленным комплексом, включая финансовые и телекоммуникационные компании».